# Jean-François Adam
Jean-François Adam, nom de scène de Jean François Albert Hermant Abraham-Adam, est un réalisateur, scénariste, acteur et metteur en scène français né le 14 février 1938 à Paris où il est mort le 15 octobre 1980.

## Biographie
Jean-François Adam a été l'assistant de François Truffaut et de Jean-Pierre Melville. 
Il est connu pour son petit rôle d'amoureux de Colette dans le cycle Antoine Doinel et, surtout, pour celui du professeur de philosophie dans Passe ton bac d'abord de Maurice Pialat. Il a aussi été l'inspecteur principal Simonin dans le téléfilm Au bon beurre d'Édouard Molinaro. 
Jean-François Adam a écrit et réalisé trois films qui n'ont pas rencontré de succès public [réf. nécessaire] mais ont reçu des critiques positives [réf. nécessaire]. Son œuvre est aujourd'hui encore régulièrement projetée dans les cinémathèques.
il a été le mari de Geneviève Partiot ; de leur union est née en 1964 Nicolas Adam.
D’une deuxième union avec Brigitte Fossey est née en 1968 l'actrice Marie Adam.
Il met fin à ses jours le 15 octobre 1980 et est inhumé au cimetière de Seine-Port (Seine-et-Marne).
Le téléfilm Au bon beurre d'Édouard Molinaro, auquel il a participé, projeté à la télévision quelques mois après son décès, lui est dédié.

## Filmographie

### Réalisateur
- 1970 : M comme Mathieu
- 1975 : Le Jeu du solitaire
- 1979 : Retour à la bien-aimée

### Acteur
- 1961 : Tire-au-flanc 62 de Claude de Givray et François Truffaut : un des principaux troupiers
- 1962 : Antoine et Colette de François Truffaut (saga Antoine Doinel, chapitre II) : Albert Tazzi
- 1967: La Plaie et le couteau de Yannick Bellon (télévision)
- 1968 : Baisers volés de François Truffaut (saga Antoine Doinel, chapitre III) : Albert Tazzi
- 1974 : Le Secret de Robert Enrico : Claude Vandal
- 1979 : Passe ton bac d'abord de Maurice Pialat : le professeur de philosophie
- 1979 : Retour à la bien-aimée de Jean-François Adam : l'inspecteur Corbin
- 1981 : Au bon beurre, téléfilm d'Édouard Molinaro : l'inspecteur du service des fraudes

### Assistant réalisateur
- 1962 : Au cœur de la vie de Robert Enrico
- 1963 : La Belle vie de Robert Enrico
- 1964 : La Peau douce de François Truffaut
- 1966 : Le Deuxième Souffle de Jean-Pierre Melville
- 1969 : L'Armée des ombres de Jean-Pierre Melville

### Décorateur
- 1962 : Cléo de 5 à 7 d'Agnès Varda (+ régisseur)

## Théâtre

### Comédien
- 1957 : Ma chance et ma chanson de Georges Neveux, mise en scène Gérard Vergez, Théâtre du Ranelagh

### Metteur en scène
- 1966 : L'Eté de Romain Weingarten, mise en scène et avec Jean-François Adam, Poche Montparnasse
- 1968 : Charles VI de Claude Cyriaque, Poche Montparnasse
- 1970 : Comme la pierre de Romain Weingarten, Comédie-Française
- 1975 : La Visite de Victor Haïm, Théâtre de la Gaîté-Montparnasse